# Szachownica Adelsona
Szachownica Adelsona – złudzenie optyczne opublikowane w 1995 roku przez Edwarda H. Adelsona, profesora Vision Science na uniwersytecie MIT. Iluzja znana jest również pod angielskimi nazwami Adelson's checker shadow illusion, checker shadow illusion i checker shadow.
Kwadraty A oraz B na szachownicy mają identyczny kolor (odcień), choć wydaje się, że się różnią. Identyczny odcień zaznaczonych na rysunku pól może być dowiedziony poprzez ich bezpośrednie porównanie ze sobą w programie komputerowym do obróbki zdjęć lub przez porównanie ich gołym okiem po uprzednim wydrukowaniu ich na drukarce i wycięciu.
|  |  |  |

Z rysunku można wyeliminować efekt iluzji poprzez wymazanie z niego wszystkich elementów poza oznaczonymi kwadratami.